# Hole in the Earth
"Hole in the Earth" es una canción de la banda estadounidense de metal alternativo Deftones. La canción fue lanzada como el primer sencillo de su quinto álbum Saturday Night Wrist y apareció como la pista de apertura del álbum.

## Video musical
El videoclip, dirigido por Brian Lazzaro, muestra escenas del grupo dentro de una nave espacial con otras en las que interpretan la canción en un espacio vacío y otras en las que solo aparece Chino Moreno en una ciudad que se desintegra durante la duración de la canción.

## Lista de canciones
| UK CD1 |                      |          |  |
| N.º    | Título               | Duración |  |
| 1.     | «Hole in the Earth»  | 4:11     |  |
| 2.     | «Hexagram» (En vivo) | 4:10     |  |

| UK CD2 |                                      |          |  |
| N.º    | Título                               | Duración |  |
| 1.     | «Hole in the Earth»                  | 4:11     |  |
| 2.     | «My Own Summer (Shove It)» (En vivo) | 3:45     |  |
| 3.     | «Hole in the Earth» (Video)          |          |  |

## En otros medios
La canción fue lanzada como contenido descargable para Guitar Hero III: Legends of Rock el 6 de marzo de 2008 y para Rock Band, Rock Band 2 y Rock Band 3 el 8 de junio de 2010. También apareció en el videojuego Saint's Row 2.
Un remix de la canción fue producido por Danny Lohner para el álbum de la banda sonora de la película Underworld: Rise of the Lycans, lanzado el 13 de enero de 2009.
La canción también apareció durante una de las escenas de la película de comedia This Is the End (2013).